# Epimachus
Epimachus – rodzaj ptaków z rodziny cudowronek (Paradisaeidae).

## Zasięg występowania
Rodzaj obejmuje gatunki występujące na Nowej Gwinei.

## Morfologia
Długość ciała samców 49–63 cm (bez środkowych sterówek o długości 96–110 cm); samic 52–55 cm, masa ciała samców 144–318 g, samic 140–255 g.

## Systematyka
Rodzaj zdefiniował w 1816 roku Georges Cuvier w pierwszym tomie dzieła jego autorstwa Le règne animal distribué d’après son organisation, pour servir de base a l’histoire naturelle des animaux et d’introduction a l’anatomie comparée. Gatunkiem typowym jest długoogon większy (Epimachus fastosus). 

### Etymologia
- Epimachus: gr. επιμαχος epimakhos „wyposażony do walki”, od μαχομαι makhomai „walczyć”[5].
- Cinnamolegus: łac. cinnamologus lub cinnamolgus „cynamonowy ptak”, od gr. κινναμολογος kinnamologos „mityczny ptak indyjski budujący gniazdo z gałązek cynamonowca”, od κινναμον kinnamon „cynamon”; λεγω legō „zebrać, zbierać”[6]. Typ nomenklatoryczny: Cinnamolegus papuanus Lesson, 1835 (= Upupa magna J.F. Gmelin, 1788 (= Promerops fastuosus Hermann, 1783)).

### Podział systematyczny
Do rodzaju należą następujące gatunki:
- Epimachus fastosus (Hermann, 1783) – długoogon większy
- Epimachus meyeri Finsch & A.B. Meyer, 1885 – długoogon mniejszy